# Wald (Solingen)
Wald is een stadsdeel van Solingen in Noordrijn-Westfalen. Het is het oudste en kleinste stadsdeel.

## Geschiedenis
De eerste vernoeming van Wald dateert uit 1019 in een oorkonde van de Keulse aartsbisschop Heribert. In 1856 kreeg Wald stadsrechten. In 1929 werd de stad samen met de naburige steden Solingen, Gräfrath, Höhscheid en Ohligs verenigd tot de grootstad Solingen. Destijds woonden er zo’n 27.000 mensen in Wald. In tegenstelling tot het centrum van Solingen, dat in de Tweede Wereldoorlog bijna volledig verwoest werd, bleef Wald grotendeels van zware verwoestingen gespaard. Er vestigden zich ook vluchtelingen uit afgestane gebieden. Straatnamen als Danziger-, Stettiner of Gleiwitzerstraße doen hier nog aan herinneren.

## Geboren
- Karl Allmenröder (1896-1917), vliegenier